# Bauang
Bauang est une localité de la province de La Union, aux Philippines. En 2015, elle compte 35 947 habitants.